# Делфај (Индијана)
Делфај (енгл. Delphi) град је у америчкој савезној држави Индијана.

## Демографија
По попису из 2010. године број становника је 2.893, што је 122 (-4,0%) становника мање него 2000. године.
| Група             | 2000.         | 2010.         |
| Белци             | 2.618 (86,8%) | 2.514 (86,9%) |
| Афроамериканци    | 4 (0,1%)      | 12 (0,4%)     |
| Азијати           | 8 (0,3%)      | 5 (0,2%)      |
| Хиспаноамериканци | 367 (12,2%)   | 328 (11,3%)   |
| Укупно            | 3.015         | 2.893         |